# Tweede Kamerverkiezingen 2021/Kandidatenlijst/U-Buntu Connected Front
Dit is de kandidatenlijst voor de Tweede Kamerverkiezingen van 2021 van U-Buntu Connected Front zoals die op 5 februari 2021 is vastgesteld door de Kiesraad.

## De lijst
1. R.P. Vaarnold, Amsterdam - 424 voorkeurstemmen
2. V.E. Sno, Overdinkel - 169
3. K.L.L. Cuvalay, Tilburg - 141
4. L.J. Fer, Lelystad - 41
5. B.D. Doesburg, Rijswijk - 18
6. H.D. Tjon A Kon, Almere - 73
7. C.A. Woodley, Sint Eustatius - 234
8. M.D. Vlet, Zoetermeer - 77
9. S. Miguel, Rotterdam - 120
10. A. Kassa, Rotterdam - 45
11. D.G.C. Riedewald, Amsterdam - 47
12. P.A.M. Ploeg, Tilburg - 13
13. C.T. Lopes, Sint Eustatius - 102
14. J. Ovunda, Rotterdam - 32
15. G.J. Mac Intosch, Utrecht -75
16. L.O. Igbonugo, Rotterdam - 35
17. M.J.D.L.C Sillé, Groningen - 48
18. H.V. Mijnals, Rotterdam - 106
19. R.A.R. Biekman, Zoetermeer - 80

VVD · PVV · CDA · D66 · GroenLinks · SP · PvdA · ChristenUnie · Partij voor de Dieren · 50PLUS · SGP · DENK · FVD · BIJ1 · JA21 · Code Oranje · Volt · NIDA · Piratenpartij · LP · JONG · Splinter · BBB · NLBeter · LHK · OPRECHT · JEZUS LEEFT · TROTS · UCF · Lijst 30 · PvdE · DFP · VSN · WZNL · Modern Nederland · De Groenen · PvdR